# 蓝胸蜂鸟属
蓝胸蜂鸟属（学名：Polyerata），是雨燕目蜂鸟科的一个属。
该属曾长期被归类为艳蜂鸟属的一部分，2014年发表的一项分子系统发育学研究发现，艳蜂鸟属是多系群，蓝胸蜂鸟属被重新恢复，该属有以下物种：
- 蓝胸蜂鸟（学名：Polyerata amabilis）
- 
- 紫胸蜂鸟（学名：Polyerata rosenbergi）

以上三个物种都是单型物种，没有亚种分化。